# Бидовце
Бидовце (слч. Bidovce) насељено је мјесто са административним статусом сеоске општине (слч. obec) у округу Кошице-околина, у Кошичком крају, Словачка Република.

## Становништво
| Година:    | 1994. | 2004.   | 2014.    | 2024.    |
| ---------- | ----- | ------- | -------- | -------- |
| Број људи: | 1080  | 1168    | 1444     | 1702     |
| Разлика:   |       | +8,14 % | +23,63 % | +17,86 % |

| Година:    | 2023. | 2024.   |
| ---------- | ----- | ------- |
| Број људи: | 1689  | 1702    |
| Разлика:   |       | +0,76 % |

Према подацима о броју становника из 2011. године насеље је имало 1.374 становника.